# Subcetate (okręg Hunedoara)
Subcetate – wieś w Rumunii, w okręgu Hunedoara, w gminie Sântămăria-Orlea. W 2011 roku liczyła 533 mieszkańców.